# Pokémon: Destiny Deoxys
Pokémon 7: Alma Gêmea, lançado originalmente no Japão como Pocket Monsters Advanced Generation the Movie: Deoxys the Visitor (劇場版ポケットモンスター アドバンスジェネレーション 裂空の訪問者 デオキシス, Gekijōban Poketto Monsutā Adobansu Jenerēshon Rekkū no Hōmonsha Deokishisu, lit. "Visitor from a Fissure in the Sky: Deoxys") é o sétimo filme da série de desenho animado Pokémon e o segundo de Pocket Monsters Advanced Generation.
A versão japonesa original foi lançado nos cinemas em 17 de julho de 2004. Ela foi editada para o lançamento americano em 2005, pois, a versão japonesa continha algumas cenas que foram considerados impróprio para as crianças americanas.

## Produção
Ao invés de criar curtas-metragens com Pikachu e cia., os produtores dos filmes decidiram usar o tempo que seria gasto com os filminhos para investir e dedicar mais ao longa-metragem. Entretanto, os curtas-metragens haviam deixado uma marca. Querendo aproveitar o sucesso que os monstros de bolso faziam e aproveitando para divertir ainda mais os seus passageiros, a companhia aérea All Nippon Airways (ANA) fez uma parceria com os produtores da série em prol da criação de um curta-metragem exclusivo para ser exibido durante os vôos domésticos da empresa durante todo o mês de agosto de 2004.
Pikachu e todos os demais Pokémon de Ash, Brock e May estão ao lado de vários outros amigos Pokémon trabalhando no Festival de Verão, um grande evento que acontecerá na praia e receberá a grande cantora Azumarill. Quando a grande estrela da noite chega trazida pelos seus empresários, o Meowth e o Wobbuffet da Equipe Rocket, ela acaba sendo raptada por um Skarmory e levada para uma enorme caverna longe da praia. Para resgatá-la e para que o Festival de Verão não seja prejudicado, Pikachu, Grovyle, Corphish e Combusken, guiados por um sábio Bellsprout, se candidatam a resgatá-la sendo acompanhados por Plusle, Minun, Meowth e Wobbuffet. Agora, esses valentes Pokémon terão que ter muita coragem e habilidade para enfrentar Sharpedos, Skarmory e um poderoso e temível Aggron!
Dirigido por Kunihiko Yuyama e animado pelo Team Ota, o curta-metragem inovou ao colocar dubladores falando em cima das vozes dos Pokémon, como se estivessem fazendo uma tradução instantânea! A ideia acaba dando um pouco de diversão e tornando o curta-metragem um bocado diferente. Além do mais, ele ainda foca mais na ação e na aventura do que na comédia e na diversão como os curtas-metragens para cinema, tanto é que diferente dos curtas anteriores, onde se via Pokémon pequenos e em seus estágios inicias se aventurando em florestas, cidades e minas, neste Pikachu estrela ao lado de Pokémon fortes e evoluídos. O curta-metragem nunca chegou ao ocidente por motivos desconhecidos e foi lançado em um DVD próprio no Japão.

## Sinopse
Um meteorito misterioso é arremessado em direção à terra. Durante a sua entrada na atmosfera, quase fere Rayquaza, um guardião do céu e os mais fortes do dragão no mundo. O meteorito cai em uma zona polar, revelando dois objetos em forma de ovo. O ovo roxo regenera em um Deoxys e pega o ovo verde. Rayquaza desce da camada de ozônio para combater o invasor. Uma batalha acontece, destruindo um site de pesquisa nas proximidades e traumatizando Tory, filho do Profº Lund. Deoxys perde a luta para Rayquaza. Deoxys remonta a forma de ovo e cai no mar, enquanto alguns pesquisadores levam o ovo verde com eles. Sob o mar, o Deoxys ferido, regenera e espera.
Quatro anos depois, Ash, Pikachu, e amigos chegam na cidade de alta tecnologia de Larousse, pronto batalhar na famosa torre de batalha da cidade. Na Torre de Batalha, Ash vai a uma batalha e Tory por engano entra na batalha juntamente com Ash. Seus adversários são Rafe e Sid. Tory usa o pokémon Torkoal do Ash. No entanto, Tory não sabe como lidar com Torkoal e eles perdem. Tory foge, parando para salvar um Minun que foi preso em uma lata de lixo. Mais tarde, Ash conhece os pais conservadores e se divertem até verem uma aurora misteriosa púrpura, sinalizando o retorno de Deoxys.
Quando Deoxys começa a remover os habitantes da cidade para procurar o ovo verde, cabe a Ash, Pikachu e Tory para ajudá-lo a encontrar o óvulo. Isso é complicado pelo retorno de Rayquaza, e os robôs de segurança com defeito. A cidade está repleta de blocos de robôs quase sendo destruído por Rayquaza. A cidade é salva com o encontro dos Deoxys do ovo verde e roxo e por Ash, Pikachu e Tory.
Rayquaza salvou o mundo, mas que muita coisa foi destruída, mesmo assim Rayquaza saiu da Cidade como um Herói, junto com Ash e Tory. Deoxys não está morto, Rayquaza apenas arrumou um jeito de acabar com aquela batalha devastadora.

## Elenco
| Personagem              | Dublador (Japão)                                  | Dublador (Versão em inglês) |
| ----------------------- | ------------------------------------------------- | --------------------------- |
| Satoshi ("Ash Ketchum") | Rica Matsumoto (松本 梨香)                        | Veronica Taylor             |
| Haruka ("May")          | Kaori (かおり)                                    | Veronica Taylor             |
| Pikachu                 | Ikue Ōtani (大谷 育江)                            | Ikue Ōtani                  |
| Takeshi ("Brock")       | Yūji Ueda (上田 祐司)                             | Eric Stuart                 |
| Masato ("Max")          | Fushigi Yamada (山田 ふしぎ)                      | Amy Birnbaum                |
| Tory Lund               | Noriko Hidaka (日髙 のり子)                       | Tara Sands                  |
| Professor Lund          | Kōichi Yamadera (山寺 宏一)                       | Sean Schemmel               |
| Yūko                    | Takako Uehara (上原 多香子)                       | Rachael Lillis              |
| Ryū ("Rafe")            | Kenji Nojima (野島 健児)                          | Sebastian Arcelus           |
| Hitomi ("Rebecca")      | Becky (ベッキー)                                  | Lisa Ortiz                  |
| Shōta ("Sid")           | Makoto Higo (肥後 誠)                             | Matthew Charles             |
| Catherine ("Kathryn")   | Maria Yamamoto (山本 麻里安)                      | Rebecca Handler             |
| Audrey                  | Nana Mizuki (水樹 奈々)                           | Rebecca Handler             |
| Deoxys                  | Susumu Chiba (千葉 進歩) Kenji Nojima (野島 健児) |                             |
| Rayquaza                | Katsuyuki Konishi (小西 克幸)                     |                             |
| Musashi ("Jessie")      | Megumi Hayashibara (林原 めぐみ)                  | Rachael Lillis              |
| Kojirō ("James")        | Shin-ichiro Miki (三木 眞一郎)                    | Eric Stuart                 |
| Nyarth ("Meowth")       | Inuko Inuyama (犬山 イヌコ)                       | Maddie Blaustein            |
| Gonbe ("Munchlax")      | Keiko Yamamoto (山本 圭子)                        | Jason Griffith              |

## Histórico de lançamento
| País           | Data de lançamento     |
| -------------- | ---------------------- |
| Japão          | 17 de julho de 2004    |
| Estados Unidos | 22 de janeiro de 2005  |
| Brasil         | 6 de fevereiro de 2008 |